# فترة إيسين ولارسا
تُعد فترة إيسين ولارسا (نحو 2025 – 1763 قبل الميلاد، في نظام التأريخ الأوسط، أو 1961 – 1699 قبل الميلاد، في نظام التأريخ القصير) مرحلة من تاريخ بلاد الرافدين القديم، تمتد بين نهاية سلالة أور الثالثة إلى غزو بلاد الرافدين من قِبل حمورابي ملك بابل مما أدى إلى نشوء السلالة البابلية الأولى. وفقًا للتأريخ التقليدي التقريبي، تبدأ هذه الفترة في 2025 قبل الميلاد وتنتهي في 1763 قبل الميلاد. تُمثّل هذه الفترة الجزء الأول من الفترة البابلية القديمة (2025 – 1595 قبل الميلاد)، ويُمثل الجزء الثاني هيمنة السلالة البابلية الأولى، التي تنتهي مع سلب بابل عام 1595 قبل الميلاد ونشوء الكيشيين.
كانت الفترة التي حكمت فيها سلالة أور الثالثة قُبيل فترة إيسين ولارسا مباشرةً، وكانت الهجمات المشتركة للعموريين من الغرب والعيلاميين من الشرق سبب سقوطها. مثلما يشير اسمها، شهدت فترة إيسين ولارسا ظهور قوتين كبيرتين بشكل متعاقب في بلاد الرافدين الأدنى: مملكة إيسين، التي سعت لتخلف مملكة أور بعد سقوطها وأسست سلالة إيسين، ومملكة لارسا، التي يُمثّل سقوطها نهاية الفترة. في الواقع، لم تمارس أي من هاتين المملكتين هيمنة ثابتة في بلاد الرافدين الأدنى، وكان عليهما التعايش مع ممالك أقل قوة (أوروك، بابل، مانكيسوم...)، في حين لم يكن لهما تأثيرٌ شمالًا، فقد أفسح هذا المجال لوجود كيانات سياسية قوية أخرى (إشنونة، إكالاتوم، ماري، يمحاض). تشترك سلالات هذه الفترة بأنها من أصل عموري سامي، وإن تمازجوا ثقافيًا مع تقاليد بلاد الرافدين.

## إيسين بكونها نظام الحكم الرئيسي (2025 – 1924 قبل الميلاد)
حين انهارت سلالة أور الثالثة المتدهورة على يد العيلاميين في نهاية الألفية الثالثة قبل الميلاد، تُرك فراغ سلطة سارعت دول أخرى لملئه. لم يكن بحوزة ملك سلالة أور الأخير، إيبي سين، لا الموارد ولا الحكومة المنظمة اللازمة لطرد الغزاة العيلاميين. انتقل أحد مسؤولي حكومته، إيشبي إيرّا، من أور إلى إيسين، مدينة أخرى في جنوب بلاد الرافدين، ونصّب نفسه حاكمًا هناك. يُفيد أحد أسماء أعوام حكم إيشبي إيرّا بهزيمته لإيبي سين في المعارك.
على الرغم من أنه لا يُعتبر جزءًا من سلالة أور الثالثة، قام إيشبي إيرّا ببعض المحاولات في مواصلة مظاهر قوة تلك السلالة، ليسوّغ حكمه على الأرجح. ساء حظ إيشبي إيرا في توسيع مملكته، أما بالنسبة لبقية المدن المستقلة في بلاد الرافدين فإنها وصلت إلى السلطة أيضًا. كانت إشنونة وآشور تتحولان إلى مراكز قوة. على أي حال، نجح بالفعل في صد العيلاميين عن منطقة أور. منح هذا الأمر سلالة إيسين السيطرة على المدن ذات الأهمية الثقافية، أور وأوروك، والمركز الروحي نيبور.
ازدهرت إيسين على مدى 100 عام. استُخرجت بقايا مشاريع مباني كبيرة، مثل المعابد. اكتُشفت العديد من القوانين والمراسيم الملكية من تلك الفترة. استمرت البنية السياسية المركزية لسلالة أور الثالثة لوقت طويل، وذلك بتعيين ملوك إيسين لحكام ومسؤولين محليين آخرين لتنفيذ رغباتهم في الأقاليم. ظلت طرق التجارة المربحة التي تصل إلى الخليج العربي مصدر حيوي لدخل إيسين.